# Amoebochytrium
Amoebochytrium är ett släkte av svampar. Amoebochytrium ingår i familjen Cladochytriaceae, ordningen Chytridiales, klassen Chytridiomycetes, divisionen pisksvampar och riket svampar.
|                | Nowakowskiella                                |
|                |                                               |
|                | Cladochytrium                                 |
|                |                                               |
|                | Lacustromyces                                 |
|                |                                               |
|                | Polychytrium                                  |
|                |                                               |
|                | Physocladia                                   |
|                |                                               |
|                | Saccopodium                                   |
|                |                                               |
|                | Septochytrium                                 |
|                |                                               |
|                | Megachytrium                                  |
|                |                                               |
| Amoebochytrium | \| \| Amoebochytrium rhizidioides \| \| \| \| |
|                | \| \| Amoebochytrium rhizidioides \| \| \| \| |
|                | Amoebochytrium rhizidioides                   |
|                |                                               |

|  | Amoebochytrium rhizidioides |
|  |                             |